# David Alaba
David Olatukunbo Alaba (Vienna, 24 giugno 1992) è un calciatore austriaco di origini nigeriane e filippine, difensore o centrocampista del Real Madrid e della nazionale austriaca, di cui è capitano.
Nel 2012 è stato inserito nella lista dei migliori calciatori nati dopo il 1991 stilata da Don Balón.

## Biografia
È nato a Vienna da un'infermiera filippina (bisaya) e da George Alaba, nigeriano con alle spalle una carriera di discreto successo come rapper e disc-jockey. Il padre, dopo il successo calcistico del figlio, ha deciso di abbandonare la musica per aiutarlo a gestire la sua carriera. Ha inoltre trascorso tre anni della sua infanzia ad Agnadello, provincia di Cremona.

## Caratteristiche tecniche
Terzino sinistro di piede mancino, è veloce e tecnico, oltre a essere sia abile nella fase difensiva che in quella offensiva. È in grado di giocare da difensore centrale (ruolo ricoperto con continuità al Bayern Monaco a seguito della partenza di Mats Hummels nell'estate del 2019), da centrocampista o da ala. Specialista dei tiri da fuori e soprattutto dei calci di punizione, con cui ha realizzato la maggior parte dei suoi gol, al contempo è pure un buon rigorista oltre ad avere personalità e leadership. Per duttilità e qualità è considerato uno dei migliori terzini sinistri della sua generazione.

## Carriera

### Club

#### Inizi in patria, Bayern e prestito all'Hoffenheim

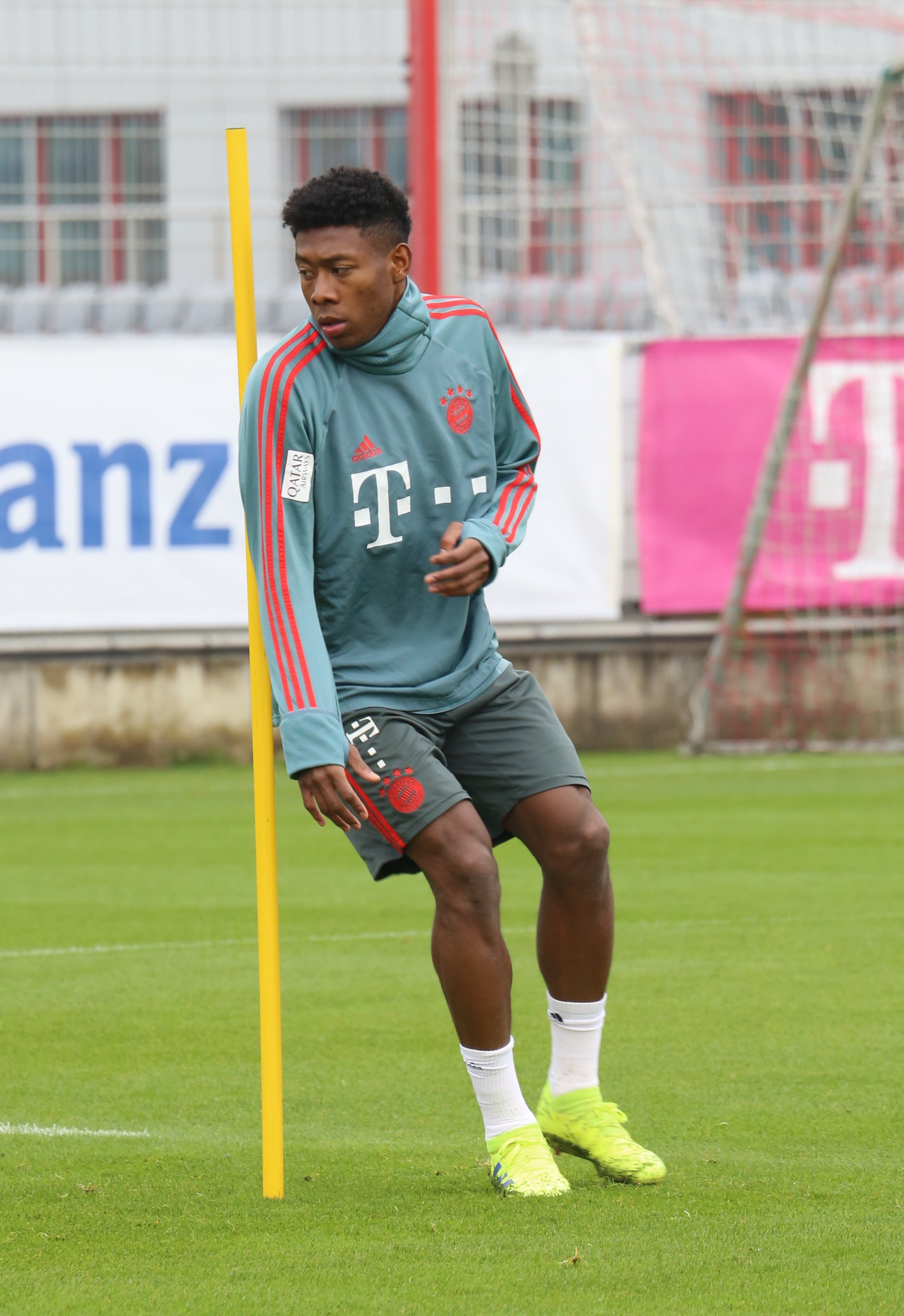
Alaba in allenamento al Bayern Monaco nel 2019

Cresciuto nel SV Aspern e nell'Austria Vienna, nell'aprile del 2008 è stato convocato come riserva per una partita di campionato giocando anche 5 volte per la squadra delle riserve, prima di trasferirsi nell'estate del 2008 al Bayern Monaco.
Dopo aver giocato nelle giovanili della squadra tedesca, è stato promosso durante la stagione nella squadra riserve, debuttando nella gara contro la Dynamo Dresda nell'agosto 2009 e segnando il 29 agosto il suo primo gol con i professionisti. Nel gennaio 2010 è stato annunciato che si sarebbe allenato con la prima squadra per il resto della stagione, insieme ai compagni della squadra riserve Diego Contento e Mehmet Ekici.
È stato convocato per la panchina di una partita di coppa il 10 febbraio 2010, contro il Greuther Fürth, entrando al 59º e fornendo dopo un solo minuto, con il primo pallone ricevuto, il passaggio che ha consentito a Franck Ribéry di segnare. Nella stessa partita è diventato il giocatore più giovane della squadra in una gara ufficiale, a 17 anni, 7 mesi e 8 giorni. Poco più di un mese dopo ha esordito in Champions League contro la Fiorentina. Nel gennaio 2011 si trasferisce, fino al termine della stagione, in prestito all'Hoffenheim, dove ha modo di giocare con continuità e di segnare anche due goal.
Ritornato a Monaco, il 13 giugno 2011 rinnova il contratto col Bayern, in scadenza nel 2013, fino al 2015. Il 6 aprile 2013 vince la sua seconda Bundesliga (il ventitreesimo titolo dei bavaresi) con sei giornate di anticipo rispetto alla fine del campionato. Il 25 maggio 2013 vince per la prima volta la Champions League, grazie alla vittoria per 2-1 nella finale contro il Borussia Dortmund. Il 1º giugno 2013 vince anche la sua seconda Coppa di Germania, ottenendo il treble con la compagine bavarese.
La stagione 2013-2014 si apre con la vittoria, il 30 agosto 2013, della Supercoppa UEFA, ottenuta sconfiggendo ai rigori in finale il Chelsea, dopo che i tempi supplementari si erano conclusi sul 2-2. Nel corso dell'annata la squadra bavarese conquista altri tre titoli, la Coppa del mondo per club, la Bundesliga e la Coppa di Germania. Il 26 aprile 2015 vince il terzo campionato di fila con il Bayern, il quarto della sua carriera. Il 18 marzo 2016 rinnova col club bavarese fino al 2021 (il precedente contratto scadeva nel 2018). Resta al Bayern fino al seguente anno, vincendo nel frattempo la Bundesliga ogni anno e un'altra Champions nel 2020, oltreché la Supercoppa UEFA e il Mondiale per club. Al contempo è diventato il giocatore straniero più presente nella storia del club bavarese.

#### Real Madrid
Il 28 maggio 2021 viene acquistato dal Real Madrid, con cui firma un contratto quinquennale da 19 milioni di euro a stagione con decorrenza dal 1º luglio successivo. Successivamente eredita da Sergio Ramos la maglia numero 4 e il ruolo di leader difensivo; esordisce in Liga il 14 agosto mentre un mese dopo gioca la sua prima partita di Champions con i blancos. L'inizio di stagione è ottimo sia dal punto di vista difensivo sia da quello offensivo visto che segna la sua prima rete già il 24 ottobre sbloccando il Clásico poi vinto 2-1. La prima ottima stagione con il Real Madrid culmina con la Champions League grazie alla vittoria in finale per il risultato di 1-0 a favore dei blancos.

### Nazionale

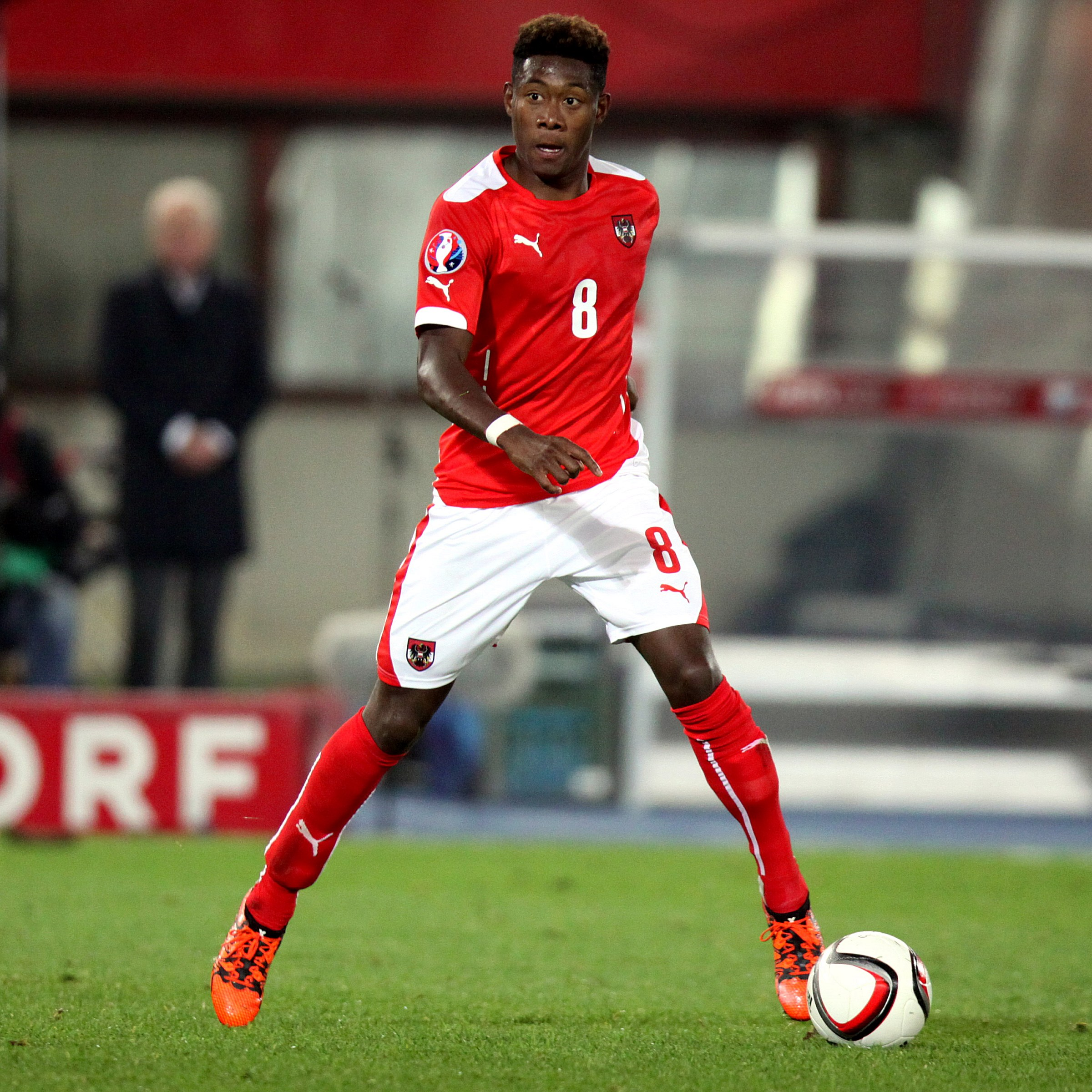
Alaba in azione per l'Austria nel 2015

Ha giocato con le nazionali austriache giovanili dell'Under-17 e dell'Under-21 prima di essere convocato per la nazionale maggiore nell'ottobre 2009 per una gara contro la Francia, in cui ha debuttato, diventando così il giocatore più giovane della storia della nazionale austriaca.
Il 16 ottobre 2012 realizza la sua prima rete in nazionale nel successo per 4-0 al Kazakistan, in una gara valida per le qualificazioni ai Mondiali 2014. Segna altre 5 reti nel corso delle qualificazioni, risultando essere il miglior marcatore della squadra, che tuttavia non consentono agli austriaci di qualificarsi ai Mondiali.
Viene convocato per gli Europei 2016 in Francia, scendendo in campo nelle tre partite giocate dalla selezione austriaca.
Nel 2021 diviene capitano dell'Austria e viene convocato per gli Europei (disputati un anno dopo a causa della pandemia di COVID-19); nel corso del torneo scende in campo in tutte e 4 le gare disputate dalla sua squadra, eliminata agli ottavi dall'Italia (2-1 dopo i supplementari) futura vincitrice del torneo.
Il 17 giugno 2023 raggiunge quota 100 presenze con la selezione austriaca in occasione del pareggio per 1-1 in casa del Belgio. Il 12 settembre seguente, in occasione del successo per 1-3 in casa della Svezia, colleziona la sua 103ª presenza in nazionale, eguagliando al secondo posto Andreas Herzog.
Non convocato a causa di un infortunio per Euro 2024, segue lo stesso la spedizione austriaca nelle vesti di collaboratore tecnico.

## Statistiche

### Presenze e reti nei club
Statistiche aggiornate al 24 marzo 2025.
| Stagione                | Squadra                 | Campionato              | Campionato | Campionato | Coppe nazionali | Coppe nazionali | Coppe nazionali | Coppe continentali | Coppe continentali | Coppe continentali | Altre coppe | Altre coppe | Altre coppe | Totale | Totale |
| Stagione                | Squadra                 | Comp                    | Pres       | Reti       | Comp            | Pres            | Reti            | Comp               | Pres               | Reti               | Comp        | Pres        | Reti        | Pres   | Reti   |
| ----------------------- | ----------------------- | ----------------------- | ---------- | ---------- | --------------- | --------------- | --------------- | ------------------ | ------------------ | ------------------ | ----------- | ----------- | ----------- | ------ | ------ |
| 2007-2008               | Austria Vienna II       | EL                      | 5          | 0          | -               | -               | -               | -                  | -                  | -                  | -           | -           | -           | 5      | 0      |
| 2009-2010               | Bayern Monaco II        | 3.L                     | 23         | 1          | -               | -               | -               | -                  | -                  | -                  | -           | -           | -           | 23     | 1      |
| giu. -dic.2010          | Bayern Monaco II        | 3.L                     | 10         | 0          | -               | -               | -               | -                  | -                  | -                  | -           | -           | -           | 10     | 0      |
| Totale Bayern Monaco II | Totale Bayern Monaco II | Totale Bayern Monaco II | 33         | 1          |                 | -               | -               |                    | -                  | -                  |             | -           | -           | 33     | 1      |
| gen.-giu. 2010          | Bayern Monaco           | BL                      | 3          | 0          | CG              | 1               | 0               | UCL                | 2                  | 0                  | -           | -           | -           | 6      | 0      |
| 2010-gen. 2011          | Bayern Monaco           | BL                      | 2          | 0          | CG              | 1               | 0               | UCL                | 0                  | 0                  | SG          | 0           | 0           | 3      | 0      |
| gen.-giu. 2011          | Hoffenheim              | BL                      | 17         | 2          | CG              | 1               | 0               | -                  | -                  | -                  | -           | -           | -           | 18     | 2      |
| 2011-2012               | Bayern Monaco           | BL                      | 30         | 2          | CG              | 6               | 1               | UCL                | 11                 | 0                  | -           | -           | -           | 47     | 3      |
| 2012-2013               | Bayern Monaco           | BL                      | 23         | 3          | CG              | 4               | 0               | UCL                | 11                 | 2                  | SG          | 0           | 0           | 38     | 5      |
| 2013-2014               | Bayern Monaco           | BL                      | 28         | 2          | CG              | 5               | 0               | UCL                | 12                 | 2                  | SG+SU+Cmc   | 1+1+2       | 0           | 49     | 4      |
| 2014-2015               | Bayern Monaco           | BL                      | 19         | 2          | CG              | 3               | 3               | UCL                | 6                  | 0                  | SG          | 1           | 0           | 29     | 5      |
| 2015-2016               | Bayern Monaco           | BL                      | 30         | 1          | CG              | 5               | 0               | UCL                | 10                 | 1                  | SG          | 1           | 0           | 46     | 2      |
| 2016-2017               | Bayern Monaco           | BL                      | 32         | 4          | CG              | 5               | 1               | UCL                | 9                  | 0                  | SG          | 1           | 0           | 47     | 5      |
| 2017-2018               | Bayern Monaco           | BL                      | 23         | 2          | CG              | 6               | 0               | UCL                | 7                  | 0                  | SG          | 0           | 0           | 36     | 2      |
| 2018-2019               | Bayern Monaco           | BL                      | 31         | 3          | CG              | 4               | 0               | UCL                | 7                  | 0                  | SG          | 1           | 0           | 43     | 3      |
| 2019-2020               | Bayern Monaco           | BL                      | 28         | 1          | CG              | 5               | 1               | UCL                | 8                  | 0                  | SG          | 1           | 0           | 42     | 2      |
| 2020-2021               | Bayern Monaco           | BL                      | 32         | 2          | CG              | 1               | 0               | UCL                | 9                  | 0                  | SG+SU+Cmc   | 0+1+2       | 0           | 45     | 2      |
| Totale Bayern Monaco    | Totale Bayern Monaco    | Totale Bayern Monaco    | 281        | 22         |                 | 46              | 6               |                    | 92                 | 5                  |             | 12          | 0           | 431    | 33     |
| 2021-2022               | Real Madrid             | PD                      | 30         | 2          | CR              | 3               | 0               | UCL                | 12                 | 1                  | SS          | 1           | 0           | 46     | 3      |
| 2022-2023               | Real Madrid             | PD                      | 23         | 1          | CR              | 2               | 0               | UCL                | 11                 | 0                  | SS+SU+Cmc   | 0+1+2       | 0+1+0       | 39     | 2      |
| 2023-2024               | Real Madrid             | PD                      | 14         | 0          | CR              | 0               | 0               | UCL                | 3                  | 0                  | SS          | 0           | 0           | 17     | 0      |
| 2024-2025               | Real Madrid             | PD                      | 5          | 0          | CR              | 1               | 0               | UCL                | 3                  | 0                  | SU+SS+Cmc   | 0+0+0       | 0           | 9      | 0      |
| Totale Real Madrid      | Totale Real Madrid      | Totale Real Madrid      | 72         | 3          |                 | 6               | 0               |                    | 29                 | 1                  |             | 4           | 1           | 111    | 5      |
| Totale carriera         | Totale carriera         | Totale carriera         | 406        | 28         |                 | 53              | 6               |                    | 121                | 6                  |             | 16          | 1           | 596    | 41     |

### Cronologia presenze e reti in nazionale
| Cronologia completa delle presenze e delle reti in nazionale ― Austria | Cronologia completa delle presenze e delle reti in nazionale ― Austria | Cronologia completa delle presenze e delle reti in nazionale ― Austria | Cronologia completa delle presenze e delle reti in nazionale ― Austria | Cronologia completa delle presenze e delle reti in nazionale ― Austria | Cronologia completa delle presenze e delle reti in nazionale ― Austria | Cronologia completa delle presenze e delle reti in nazionale ― Austria | Cronologia completa delle presenze e delle reti in nazionale ― Austria |
| Data                                                                   | Città                                                                  | In casa                                                                | Risultato                                                              | Ospiti                                                                 | Competizione                                                           | Reti                                                                   | Note                                                                   |
| ---------------------------------------------------------------------- | ---------------------------------------------------------------------- | ---------------------------------------------------------------------- | ---------------------------------------------------------------------- | ---------------------------------------------------------------------- | ---------------------------------------------------------------------- | ---------------------------------------------------------------------- | ---------------------------------------------------------------------- |
| 14-10-2009                                                             | Saint-Denis                                                            | Francia                                                                | 3 – 1                                                                  | Austria                                                                | Qual. Mondiali 2010                                                    | -                                                                      | 80’                                                                    |
| 18-11-2009                                                             | Vienna                                                                 | Austria                                                                | 1 – 5                                                                  | Spagna                                                                 | Amichevole                                                             | -                                                                      | 67’                                                                    |
| 3-3-2010                                                               | Vienna                                                                 | Austria                                                                | 2 – 1                                                                  | Danimarca                                                              | Amichevole                                                             | -                                                                      | 73’                                                                    |
| 7-9-2010                                                               | Salisburgo                                                             | Austria                                                                | 2 – 0                                                                  | Kazakistan                                                             | Qual. Euro 2012                                                        | -                                                                      | 66’                                                                    |
| 17-11-2010                                                             | Vienna                                                                 | Austria                                                                | 1 – 2                                                                  | Grecia                                                                 | Amichevole                                                             | -                                                                      |                                                                        |
| 9-2-2011                                                               | Eindhoven                                                              | Paesi Bassi                                                            | 3 – 1                                                                  | Austria                                                                | Amichevole                                                             | -                                                                      | 85’                                                                    |
| 25-3-2011                                                              | Vienna                                                                 | Austria                                                                | 0 – 2                                                                  | Belgio                                                                 | Qual. Euro 2012                                                        | -                                                                      | 54’                                                                    |
| 29-3-2011                                                              | Istanbul                                                               | Turchia                                                                | 2 – 0                                                                  | Austria                                                                | Qual. Euro 2012                                                        | -                                                                      |                                                                        |
| 3-6-2011                                                               | Vienna                                                                 | Austria                                                                | 1 – 2                                                                  | Germania                                                               | Qual. Euro 2012                                                        | -                                                                      |                                                                        |
| 7-6-2011                                                               | Graz                                                                   | Austria                                                                | 3 – 0                                                                  | Lettonia                                                               | Amichevole                                                             | -                                                                      | 90’                                                                    |
| 10-8-2011                                                              | Klagenfurt am Wörthersee                                               | Austria                                                                | 1 – 2                                                                  | Slovacchia                                                             | Amichevole                                                             | -                                                                      |                                                                        |
| 2-9-2011                                                               | Gelsenkirchen                                                          | Germania                                                               | 6 – 2                                                                  | Austria                                                                | Qual. Euro 2012                                                        | -                                                                      |                                                                        |
| 6-9-2011                                                               | Vienna                                                                 | Austria                                                                | 0 – 0                                                                  | Turchia                                                                | Qual. Euro 2012                                                        | -                                                                      |                                                                        |
| 7-10-2011                                                              | Baku                                                                   | Azerbaigian                                                            | 1 – 4                                                                  | Austria                                                                | Qual. Euro 2012                                                        | -                                                                      | 86’                                                                    |
| 11-10-2011                                                             | Astana                                                                 | Kazakistan                                                             | 0 – 0                                                                  | Austria                                                                | Qual. Euro 2012                                                        | -                                                                      |                                                                        |
| 15-11-2011                                                             | Leopoli                                                                | Ucraina                                                                | 2 – 1                                                                  | Austria                                                                | Amichevole                                                             | -                                                                      |                                                                        |
| 29-2-2012                                                              | Klagenfurt am Wörthersee                                               | Austria                                                                | 3 – 1                                                                  | Finlandia                                                              | Amichevole                                                             | -                                                                      | 84’                                                                    |
| 1-6-2012                                                               | Innsbruck                                                              | Austria                                                                | 3 – 2                                                                  | Ucraina                                                                | Amichevole                                                             | -                                                                      | 81’                                                                    |
| 5-6-2012                                                               | Innsbruck                                                              | Austria                                                                | 0 – 0                                                                  | Romania                                                                | Amichevole                                                             | -                                                                      | 88’                                                                    |
| 16-10-2012                                                             | Vienna                                                                 | Austria                                                                | 4 – 0                                                                  | Kazakistan                                                             | Qual. Mondiali 2014                                                    | 1                                                                      | 81’                                                                    |
| 14-11-2012                                                             | Linz                                                                   | Austria                                                                | 0 – 3                                                                  | Costa d'Avorio                                                         | Amichevole                                                             | -                                                                      | 58’                                                                    |
| 6-2-2013                                                               | Swansea                                                                | Galles                                                                 | 2 – 1                                                                  | Austria                                                                | Amichevole                                                             | -                                                                      |                                                                        |
| 22-3-2013                                                              | Vienna                                                                 | Austria                                                                | 6 – 0                                                                  | Fær Øer                                                                | Qual. Mondiali 2014                                                    | 1                                                                      |                                                                        |
| 26-3-2013                                                              | Dublino                                                                | Irlanda                                                                | 2 – 2                                                                  | Austria                                                                | Qual. Mondiali 2014                                                    | 1                                                                      |                                                                        |
| 7-6-2013                                                               | Vienna                                                                 | Austria                                                                | 2 – 1                                                                  | Svezia                                                                 | Qual. Mondiali 2014                                                    | 1                                                                      |                                                                        |
| 14-8-2013                                                              | Salisburgo                                                             | Austria                                                                | 0 – 2                                                                  | Grecia                                                                 | Amichevole                                                             | -                                                                      | 74’                                                                    |
| 6-9-2013                                                               | Monaco di Baviera                                                      | Germania                                                               | 3 – 0                                                                  | Austria                                                                | Qual. Mondiali 2014                                                    | -                                                                      |                                                                        |
| 10-9-2013                                                              | Vienna                                                                 | Austria                                                                | 1 – 0                                                                  | Irlanda                                                                | Qual. Mondiali 2014                                                    | 1                                                                      |                                                                        |
| 11-10-2013                                                             | Solna                                                                  | Svezia                                                                 | 2 – 1                                                                  | Austria                                                                | Qual. Mondiali 2014                                                    | -                                                                      |                                                                        |
| 15-10-2013                                                             | Tórshavn                                                               | Fær Øer                                                                | 0 – 3                                                                  | Austria                                                                | Qual. Mondiali 2014                                                    | 1                                                                      |                                                                        |
| 19-11-2013                                                             | Vienna                                                                 | Austria                                                                | 1 – 0                                                                  | Stati Uniti                                                            | Amichevole                                                             | -                                                                      | 72’                                                                    |
| 5-3-2014                                                               | Klagenfurt am Wörthersee                                               | Austria                                                                | 1 – 1                                                                  | Uruguay                                                                | Amichevole                                                             | -                                                                      |                                                                        |
| 8-9-2014                                                               | Vienna                                                                 | Austria                                                                | 1 – 1                                                                  | Svezia                                                                 | Qual. Euro 2016                                                        | 1                                                                      |                                                                        |
| 9-10-2014                                                              | Chișinău                                                               | Moldavia                                                               | 1 – 2                                                                  | Austria                                                                | Qual. Euro 2016                                                        | 1                                                                      |                                                                        |
| 12-10-2014                                                             | Vienna                                                                 | Austria                                                                | 1 – 0                                                                  | Montenegro                                                             | Qual. Euro 2016                                                        | -                                                                      |                                                                        |
| 27-3-2015                                                              | Vaduz                                                                  | Liechtenstein                                                          | 0 – 5                                                                  | Austria                                                                | Qual. Euro 2016                                                        | 1                                                                      |                                                                        |
| 31-3-2015                                                              | Vienna                                                                 | Austria                                                                | 1 – 1                                                                  | Bosnia ed Erzegovina                                                   | Amichevole                                                             | -                                                                      | 46’                                                                    |
| 5-9-2015                                                               | Vienna                                                                 | Austria                                                                | 1 – 0                                                                  | Moldavia                                                               | Qual. Euro 2016                                                        | -                                                                      | 90+2’                                                                  |
| 8-9-2015                                                               | Solna                                                                  | Svezia                                                                 | 1 – 4                                                                  | Austria                                                                | Qual. Euro 2016                                                        | 1                                                                      |                                                                        |
| 9-10-2015                                                              | Podgorica                                                              | Montenegro                                                             | 2 – 3                                                                  | Austria                                                                | Qual. Euro 2016                                                        | -                                                                      | 82’                                                                    |
| 12-10-2015                                                             | Vienna                                                                 | Austria                                                                | 3 – 0                                                                  | Liechtenstein                                                          | Qual. Euro 2016                                                        | -                                                                      | 64’                                                                    |
| 17-11-2015                                                             | Vienna                                                                 | Austria                                                                | 1 – 2                                                                  | Svizzera                                                               | Amichevole                                                             | 1                                                                      |                                                                        |
| 26-3-2016                                                              | Vienna                                                                 | Austria                                                                | 2 – 1                                                                  | Albania                                                                | Amichevole                                                             | -                                                                      | 87’                                                                    |
| 29-3-2016                                                              | Vienna                                                                 | Austria                                                                | 1 – 2                                                                  | Turchia                                                                | Amichevole                                                             | -                                                                      | 78’                                                                    |
| 31-5-2016                                                              | Klagenfurt am Wörthersee                                               | Austria                                                                | 2 – 1                                                                  | Malta                                                                  | Amichevole                                                             | -                                                                      | 63’                                                                    |
| 4-6-2016                                                               | Vienna                                                                 | Austria                                                                | 0 – 2                                                                  | Paesi Bassi                                                            | Amichevole                                                             | -                                                                      |                                                                        |
| 14-6-2016                                                              | Bordeaux                                                               | Austria                                                                | 0 – 2                                                                  | Ungheria                                                               | Euro 2016 - 1º turno                                                   | -                                                                      |                                                                        |
| 18-6-2016                                                              | Parigi                                                                 | Portogallo                                                             | 0 – 0                                                                  | Austria                                                                | Euro 2016 - 1º turno                                                   | -                                                                      | 65’                                                                    |
| 22-6-2016                                                              | Saint-Denis                                                            | Islanda                                                                | 2 – 1                                                                  | Austria                                                                | Euro 2016 - 1º turno                                                   | -                                                                      |                                                                        |
| 5-9-2016                                                               | Tbilisi                                                                | Georgia                                                                | 1 – 2                                                                  | Austria                                                                | Qual. Mondiali 2018                                                    | -                                                                      |                                                                        |
| 6-10-2016                                                              | Vienna                                                                 | Austria                                                                | 2 – 2                                                                  | Galles                                                                 | Qual. Mondiali 2018                                                    | -                                                                      |                                                                        |
| 9-10-2016                                                              | Belgrado                                                               | Serbia                                                                 | 3 – 2                                                                  | Austria                                                                | Qual. Mondiali 2018                                                    | -                                                                      |                                                                        |
| 12-11-2016                                                             | Vienna                                                                 | Austria                                                                | 0 – 1                                                                  | Irlanda                                                                | Qual. Mondiali 2018                                                    | -                                                                      |                                                                        |
| 15-11-2016                                                             | Vienna                                                                 | Austria                                                                | 0 – 0                                                                  | Slovacchia                                                             | Amichevole                                                             | -                                                                      | 46’                                                                    |
| 24-3-2017                                                              | Vienna                                                                 | Austria                                                                | 2 – 0                                                                  | Moldavia                                                               | Qual. Mondiali 2018                                                    | -                                                                      | Cap.                                                                   |
| 28-3-2017                                                              | Innsbruck                                                              | Austria                                                                | 0 – 0                                                                  | Finlandia                                                              | Amichevole                                                             | -                                                                      | Cap. 46’                                                               |
| 11-6-2017                                                              | Dublino                                                                | Irlanda                                                                | 1 – 1                                                                  | Austria                                                                | Qual. Mondiali 2018                                                    | -                                                                      |                                                                        |
| 2-9-2017                                                               | Cardiff                                                                | Galles                                                                 | 1 – 0                                                                  | Austria                                                                | Qual. Mondiali 2018                                                    | -                                                                      |                                                                        |
| 5-9-2017                                                               | Vienna                                                                 | Austria                                                                | 1 – 1                                                                  | Georgia                                                                | Qual. Mondiali 2018                                                    | -                                                                      | 38’                                                                    |
| 23-3-2018                                                              | Klagenfurt am Wörthersee                                               | Austria                                                                | 3 – 0                                                                  | Slovenia                                                               | Amichevole                                                             | 1                                                                      | 66’ 90’                                                                |
| 30-5-2018                                                              | Innsbruck                                                              | Austria                                                                | 1 – 0                                                                  | Russia                                                                 | Amichevole                                                             | -                                                                      | 58’                                                                    |
| 2-6-2018                                                               | Klagenfurt am Wörthersee                                               | Austria                                                                | 2 – 1                                                                  | Germania                                                               | Amichevole                                                             | -                                                                      |                                                                        |
| 10-6-2018                                                              | Vienna                                                                 | Austria                                                                | 0 – 3                                                                  | Brasile                                                                | Amichevole                                                             | -                                                                      |                                                                        |
| 6-9-2018                                                               | Vienna                                                                 | Austria                                                                | 2 – 0                                                                  | Svezia                                                                 | Amichevole                                                             | 1                                                                      | Cap. 65’                                                               |
| 11-9-2018                                                              | Zenica                                                                 | Bosnia ed Erzegovina                                                   | 1 – 0                                                                  | Austria                                                                | UEFA Nations League 2018-2019 - 1º turno                               | -                                                                      |                                                                        |
| 15-11-2018                                                             | Vienna                                                                 | Austria                                                                | 0 – 0                                                                  | Bosnia ed Erzegovina                                                   | UEFA Nations League 2018-2019 - 1º turno                               | -                                                                      |                                                                        |
| 18-11-2018                                                             | Belfast                                                                | Irlanda del Nord                                                       | 1 – 2                                                                  | Austria                                                                | UEFA Nations League 2018-2019 - 1º turno                               | -                                                                      | 79’                                                                    |
| 21-3-2019                                                              | Vienna                                                                 | Austria                                                                | 0 – 1                                                                  | Polonia                                                                | Qual. Euro 2020                                                        | -                                                                      | 81’                                                                    |
| 7-6-2019                                                               | Vienna                                                                 | Austria                                                                | 1 – 0                                                                  | Slovenia                                                               | Qual. Euro 2020                                                        | -                                                                      | Cap. 90’                                                               |
| 6-9-2019                                                               | Salisburgo                                                             | Austria                                                                | 6 – 0                                                                  | Lettonia                                                               | Qual. Euro 2020                                                        | -                                                                      |                                                                        |
| 9-9-2019                                                               | Varsavia                                                               | Polonia                                                                | 0 – 0                                                                  | Austria                                                                | Qual. Euro 2020                                                        | -                                                                      |                                                                        |
| 16-11-2019                                                             | Vienna                                                                 | Austria                                                                | 2 – 1                                                                  | Macedonia del Nord                                                     | Qual. Euro 2020                                                        | 1                                                                      | 90+2’                                                                  |
| 11-10-2020                                                             | Belfast                                                                | Irlanda del Nord                                                       | 0 – 1                                                                  | Austria                                                                | UEFA Nations League 2020-2021 - 1º turno                               | -                                                                      |                                                                        |
| 14-10-2020                                                             | Ploiești                                                               | Romania                                                                | 0 – 1                                                                  | Austria                                                                | UEFA Nations League 2020-2021 - 1º turno                               | -                                                                      | 90+5’                                                                  |
| 15-11-2020                                                             | Vienna                                                                 | Austria                                                                | 2 – 1                                                                  | Irlanda del Nord                                                       | UEFA Nations League 2020-2021 - 1º turno                               | -                                                                      |                                                                        |
| 18-11-2020                                                             | Vienna                                                                 | Austria                                                                | 1 – 1                                                                  | Norvegia                                                               | UEFA Nations League 2020-2021 - 1º turno                               | -                                                                      |                                                                        |
| 25-3-2021                                                              | Glasgow                                                                | Scozia                                                                 | 2 – 2                                                                  | Austria                                                                | Qual. Mondiali 2022                                                    | -                                                                      | cap.                                                                   |
| 28-3-2021                                                              | Vienna                                                                 | Austria                                                                | 3 – 1                                                                  | Fær Øer                                                                | Qual. Mondiali 2022                                                    | -                                                                      | Cap. 64’                                                               |
| 31-3-2021                                                              | Vienna                                                                 | Austria                                                                | 0 – 4                                                                  | Danimarca                                                              | Qual. Mondiali 2022                                                    | -                                                                      | Cap.                                                                   |
| 2-6-2021                                                               | Middlesbrough                                                          | Inghilterra                                                            | 1 – 0                                                                  | Austria                                                                | Amichevole                                                             | -                                                                      | cap. 72’                                                               |
| 6-6-2021                                                               | Vienna                                                                 | Austria                                                                | 0 – 0                                                                  | Slovacchia                                                             | Amichevole                                                             | -                                                                      | cap. 46’                                                               |
| 13-6-2021                                                              | Bucarest                                                               | Austria                                                                | 3 – 1                                                                  | Macedonia del Nord                                                     | Euro 2020 - 1º turno                                                   | -                                                                      | cap.                                                                   |
| 17-6-2021                                                              | Amsterdam                                                              | Paesi Bassi                                                            | 2 – 0                                                                  | Austria                                                                | Euro 2020 - 1º turno                                                   | -                                                                      | cap. 10’                                                               |
| 21-6-2021                                                              | Bucarest                                                               | Ucraina                                                                | 0 – 1                                                                  | Austria                                                                | Euro 2020 - 1º turno                                                   | -                                                                      | cap.                                                                   |
| 26-6-2021                                                              | Londra                                                                 | Italia                                                                 | 2 – 1 dts                                                              | Austria                                                                | Euro 2020 - Ottavi di finale                                           | -                                                                      | Cap.                                                                   |
| 1-9-2021                                                               | Chișinău                                                               | Moldavia                                                               | 0 – 2                                                                  | Austria                                                                | Qual. Mondiali 2022                                                    | -                                                                      | 83’                                                                    |
| 4-9-2021                                                               | Haifa                                                                  | Israele                                                                | 5 – 2                                                                  | Austria                                                                | Qual. Mondiali 2022                                                    | -                                                                      | cap.                                                                   |
| 7-9-2021                                                               | Vienna                                                                 | Austria                                                                | 0 – 1                                                                  | Scozia                                                                 | Qual. Mondiali 2022                                                    | -                                                                      | cap.                                                                   |
| 9-10-2021                                                              | Tórshavn                                                               | Fær Øer                                                                | 0 – 2                                                                  | Austria                                                                | Qual. Mondiali 2022                                                    | -                                                                      | Cap.                                                                   |
| 12-10-2021                                                             | Copenaghen                                                             | Danimarca                                                              | 1 – 0                                                                  | Austria                                                                | Qual. Mondiali 2022                                                    | -                                                                      | cap.                                                                   |
| 12-11-2021                                                             | Vienna                                                                 | Austria                                                                | 4 – 2                                                                  | Israele                                                                | Qual. Mondiali 2022                                                    | -                                                                      | cap.                                                                   |
| 24-3-2022                                                              | Cardiff                                                                | Galles                                                                 | 2 – 1                                                                  | Austria                                                                | Qual. Mondiali 2022                                                    | -                                                                      | cap.                                                                   |
| 6-6-2022                                                               | Vienna                                                                 | Austria                                                                | 1 – 2                                                                  | Danimarca                                                              | UEFA Nations League 2022-2023 - 1º turno                               | -                                                                      | cap.                                                                   |
| 10-6-2022                                                              | Vienna                                                                 | Austria                                                                | 1 – 1                                                                  | Francia                                                                | UEFA Nations League 2022-2023 - 1º turno                               | -                                                                      | Cap. 69’                                                               |
| 22-9-2022                                                              | Saint-Denis                                                            | Francia                                                                | 2 – 0                                                                  | Austria                                                                | UEFA Nations League 2022-2023 - 1º turno                               | -                                                                      | Cap.                                                                   |
| 25-9-2022                                                              | Vienna                                                                 | Austria                                                                | 1 – 3                                                                  | Croazia                                                                | UEFA Nations League 2022-2023 - 1º turno                               | -                                                                      | Cap.                                                                   |
| 16-11-2022                                                             | Malaga                                                                 | Andorra                                                                | 0 – 1                                                                  | Austria                                                                | Amichevole                                                             | -                                                                      | 67’                                                                    |
| 20-11-2022                                                             | Vienna                                                                 | Austria                                                                | 2 – 0                                                                  | Italia                                                                 | Amichevole                                                             | 1                                                                      | Cap.                                                                   |
| 27-3-2023                                                              | Linz                                                                   | Austria                                                                | 2 – 1                                                                  | Estonia                                                                | Qual. Euro 2024                                                        | -                                                                      | 46’                                                                    |
| 17-6-2023                                                              | Bruxelles                                                              | Belgio                                                                 | 1 – 1                                                                  | Austria                                                                | Qual. Euro 2024                                                        | -                                                                      | Cap.                                                                   |
| 20-6-2023                                                              | Vienna                                                                 | Austria                                                                | 2 – 0                                                                  | Svezia                                                                 | Qual. Euro 2024                                                        | -                                                                      | Cap.                                                                   |
| 7-9-2023                                                               | Linz                                                                   | Austria                                                                | 1 – 1                                                                  | Moldavia                                                               | Amichevole                                                             | -                                                                      | 46’                                                                    |
| 12-9-2023                                                              | Solna                                                                  | Svezia                                                                 | 1 – 3                                                                  | Austria                                                                | Qual. Euro 2024                                                        | -                                                                      | Cap.                                                                   |
| 16-11-2023                                                             | Tallinn                                                                | Estonia                                                                | 0 – 2                                                                  | Austria                                                                | Qual. Euro 2024                                                        | -                                                                      | Cap.                                                                   |
| 21-11-2023                                                             | Vienna                                                                 | Austria                                                                | 2 – 0                                                                  | Germania                                                               | Amichevole                                                             | -                                                                      | cap. 89’                                                               |
| 20-3-2025                                                              | Vienna                                                                 | Austria                                                                | 1 – 1                                                                  | Serbia                                                                 | UEFA Nations League 2024-2025 - Play-off                               | -                                                                      | Cap.                                                                   |
| 23-3-2025                                                              | Belgrado                                                               | Serbia                                                                 | 2 – 0                                                                  | Austria                                                                | UEFA Nations League 2024-2025 - Play-off                               | -                                                                      | 75’                                                                    |
| Totale                                                                 |                                                                        | Presenze (2º posto)                                                    | 107                                                                    |                                                                        | Reti                                                                   | 15                                                                     |                                                                        |

## Palmarès

### Club

#### Competizioni nazionali
- Campionato tedesco: 10

Bayern Monaco: 2009-2010, 2012-2013, 2013-2014, 2014-2015, 2015-2016, 2016-2017, 2017-2018, 2018-2019, 2019-2020, 2020-2021
- Coppa di Germania: 6

Bayern Monaco: 2009-2010, 2012-2013, 2013-2014, 2015-2016, 2018-2019, 2019-2020
- Supercoppa di Germania: 6

Bayern Monaco: 2010, 2012, 2016, 2017, 2018, 2020
- Supercoppa di Spagna: 2

Real Madrid: 2022, 2024
- Campionato spagnolo: 2

Real Madrid: 2021-2022, 2023-2024
- Coppa di Spagna: 1

Real Madrid: 2022-2023

#### Competizioni internazionali
- UEFA Champions League: 4

Bayern Monaco: 2012-2013, 2019-2020
Real Madrid: 2021-2022, 2023-2024
- Supercoppa UEFA: 4

Bayern Monaco: 2013, 2020
Real Madrid: 2022, 2024
- Coppa del mondo per club: 3

Bayern Monaco: 2013, 2020
Real Madrid: 2022
- Coppa Intercontinentale FIFA: 1  (record)

Real Madrid: 2024

### Individuale
- Calciatore austriaco dell'anno: 10 (record)

2011, 2012, 2013, 2014, 2015, 2016, 2020, 2021, 2022, 2023
- Squadra dell'anno UEFA: 3

2013, 2014, 2015
- ESM Team of the Year: 1

2013-2014
- Squadra della stagione della UEFA Champions League: 2

2019-2020, 2020-2021
- FIFA FIFPro World XI: 1

2021